# Banco de San Fernando
El Banco de San Fernando o Banco Español de San Fernando fue una institución financiera creada en 1829 por iniciativa del Ministro de Hacienda de España, Luis López Ballesteros, en sustitución del antiguo Banco de San Carlos, asumiendo la deuda de aquel e incrementando su capital con la intención de convertirlo en el primer banco de carácter público, con capacidad de emisión de moneda de España, aunque estaba participado en dos tercios por accionistas privados.
Entre sus actividades, además de las señaladas, se convirtió de facto en instrumento financiero para salvar la líquidez del Tesoro Público, especialmente con ocasión de la guerra carlista en el reinado isabelino. Posteriormente, con la creación del Banco de Isabel II, ambas entidades se acabarían fusionando pasando a llamarse Banco Español de San Fernando, hasta que transformó su nombre en Banco de España.